# Симеон Трирский

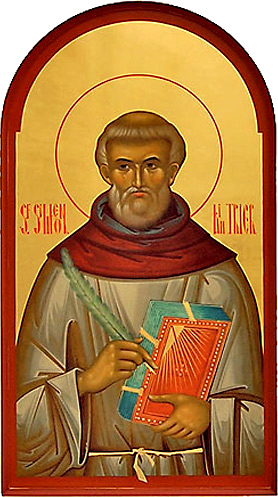
Святой Симеон Сиракузский (Трирский). Икона в православной часовне св. Афанасия Великого в соборе Трира

Симео́н Сираку́зский (Три́рский) (нем. Simeon von Trier; X век, Сиракузы (Сицилия) — 1 (14) июня 1035, Трир (Германия)) — византийский монах, закончивший жизнь затворником. Католический и местночтимый православный святой (Берлинская и Германская епархия РПЦ МП). Канонизирован Папой Римским Бенедиктом IX в 1042 году как Симеон Сиракузский, в настоящее время больше известен как Симеон Трирский.

## Предание
Симеон Сиракузский родился в городе Сиракузы на острове Сицилия в конце X века. Его отец был греческим офицером и в возрасте семи лет мальчик был перевезен в Константинополь, где получил хорошее образование. По совершеннолетии он предпринял паломничество в Палестину, где ознакомился со всеми христианскими святынями и стал руководителем паломнических групп.
Со временем он принял монашество, некоторое время жил в Вифлееме, а потом поселился в монастыре св. Екатерины на Синае. В качестве послушания, по указанию монастырского священноначалия, он отправился в Европу к герцогу Нормандии Ричарду II Доброму, обещавшему монастырю крупную денежную помощь. После долгого и трудного пути, по прибытии в Руан, он узнал, что герцог скончался, а его преемник не намерен жертвовать на монастырь.
Побывав в Трире, Симеон познакомился с местным архиепископом Поппо, с которым совершил паломничество в Святую землю (1028—1030). По возвращении в Трир, Симеон испросил у архиепископа благословения на заточение в восточной башне древних римских ворот. Святого Симеона замуровали в праздник апостола Андрея в 1030 году. С того времени и начали якобы происходить чудотворения[уточнить].

## История

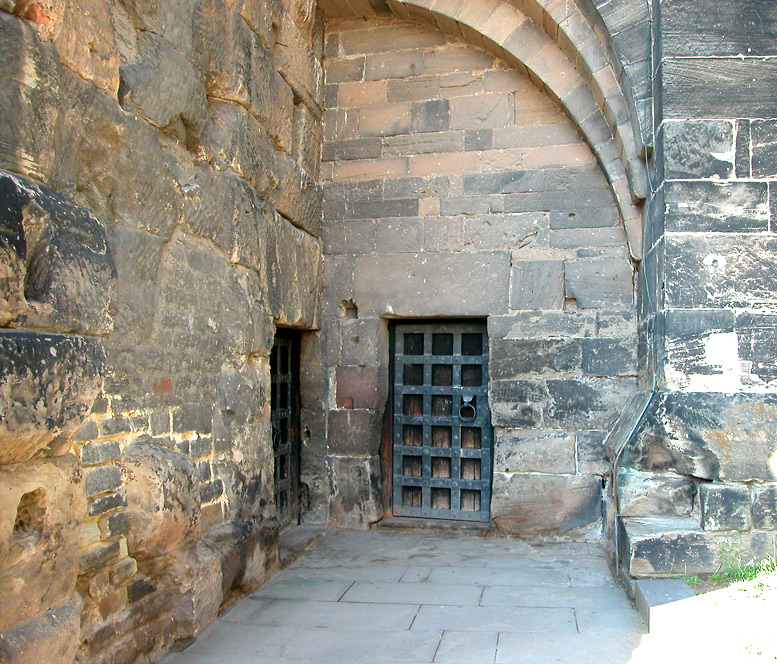
Место затвора св. Симеона в римских воротах Порта Нигра (Трир)

1(14) июня 1035 года святой Симеон умер. Спустя небольшое время архиепископ Поппо сделал представление в Рим о канонизации затворника. Что и было сделано папой римским Бенедиктом IX. Эта канонизация стала второй в истории папства.
В 1041 году на месте заточения Симеона началось строительство церкви его имени. Рядом основали небольшой мужской монастырь. И это спасло древние римские ворота Трира от разрушения в средние века, когда местные жители использовали старые сооружения в качестве каменоломен.
Церковь святого Симеона простояла до 1803 года. Наполеон I приказал разрушить церковь и воссоздать в прежнем виде римские врата Трира. Что и было исполнено.
Долгое время то, что считается саркофагом и мощами святого Симеона хранились в церкви святого Гервасия в Трире. В 1971 году на западе города была освящена новая церковь во имя святого Симеона, куда и были торжественно перенесены как мощи святого, так и его саркофаг. Отдельно в сокровищнице Трирского кафедрального собора сохраняются принадлежавший Симеону греческий сборник апостольского и евангельского чтения и вязаная монашеская шапочка. К сожалению, был утерян принадлежавший ему же евхологий (сборник молитв как из служебника, так и из требника), написанный в Палестине до 1030 года, с которого Амвросий Пеларг (Шторх) перевёл на латинский язык литургию Иоанна Златоуста (1540 год, издано в Вормсе в 1541 году).

## Паломничество
Столетиями к мощам святого Симеона шли паломники. В настоящее время эта традиция утеряна, но восстанавливается православными верующими, проживающими в Германии.